# G-Force – Rágcsávók
A G-Force – Rágcsávók (eredeti cím: G-Force) 2009-ben bemutatott amerikai élőszereplős, számítógép-animációval ötvözött akcióvígjáték, Hoyt Yeatman rendezésében. A film producere Jerry Bruckheimer. A főszerepben Bill Nighy, Zach Galifianakis, Sam Rockwell, Jon Favreau, Penélope Cruz, és Nicolas Cage látható, illetve hallható. 
A film a Walt Disney első élőszereplős filmje, amelyet Disney Digitális 3D-ben vetítettek a mozikban. A film bár nagyrészt negatív visszajelzéseket kapott, összességében sikeres volt, annak ellenére, hogy 2009 nyarán olyan vetélytársai akadtak, mint a Másnaposok, a Hannah Montana – A film, valamint a Harry Potter és a félvér herceg. 
Magyarországon a filmet 2009. augusztus 20-án mutatták be, szinkronizálva.

## Történet
Az Egyesült Államok titkos kormányprogramja hosszú évtizedek óta képez ki állatokat különféle hadi és hírszerzési célokra.
A kísérletek azonban új fázisba lépnek, mikor egy forradalmi áttöréssel egy új felfedezés jön létre. Megalakul a G-Force egy különleges, elit kémcsapat; tagjai, mind mesterien képzett, intelligens tengerimalacok. A csapat tagja Darwin, az alakulat vezetője, Judi, a fegyverspecialista, Rágnesz, a szexi harcművész, és V-kond, a számítógépes szakértő vakond. Továbbá segítségükre lesz még Hurley, egy új tengerimalac, aki egy véletlen következtében kerül a csapathoz. A küldetésük megállítani a gazdag milliárdost Leonard Sabert, aki minden bizonnyal a világuralomra tör. Ám az FBI nem engedélyezi az egységet bevetésre, mivel, rágcsálók lévén, nem tartják őket elég képzettnek a feladatra. A csapat így egymaguk vágnak neki az akciónak, hogy bebizonyítsák rátermettségüket. Kicsik, de annál elszántabbak. Mindössze 48 óra áll rendelkezésükre, hogy felderítsék Saber tervét, megállítsák azt, és mindezt megússzák élve. A küldetés sikeréhez azonban, először önmagukban kell megtanulniuk hinni...

## Szereplők

### Élőszereplők
- Zach Galifianakis, mint Dr. Benedick "Ben" Kendell (magyar hangja Szabó Sipos Barnabás): Tudós, alapítója és kiképzője a Rágcsávók csapatának.
- Bill Nighy, mint Leonard Saber (magyar hangja Horányi László): Egy gazdag milliárdos, a Saberling vállalatok főigazgatója, a célpont.
- Will Arnett, mint Kip Killian (magyar hangja Czvetkó Sándor): FBI különleges ügynök, a bevetési csoport vezetője, aki a legjobban ellenzi a Rágcsávók terepre való bevetését.
- Kelli Garner, mint Marcy (magyar hangja Kardos Eszter): Ben személyi asszisztense.
- Gabriel Casseus, mint Carter ügynök (magyar hangja Kőszegi Ákos): Különleges FBI-ügynök.
- Jack Conley, mint Trigstad ügynök (magyar hangja Dányi Krisztián): Különleges FBI-ügynök.
- Justin Mentell, mint Terrel (magyar hangja Hevér Gábor): Az állatkereskedésben dolgozó férfi, ahová a Rágcsávók vetődnek el, tévedésből.
- Chris Ellis, mint William Kingston (magyar hangja Fülöp Zsigmond): Az FBI főigazgatója.

### Szinkronhangok
- Sam Rockwell, mint Darwin (magyar hangja Rékasi Károly): A Rágcsávók csapatának parancsnoka, aki mindennél fontosabbnak tartja véghez vinni a küldetést.
- Penélope Cruz, mint Rágnesz (eredetileg Juarez) (magyar hangja Peller Mariann): A csapat kiváló harcművésze, akinek titkos fegyvere, ellenállhatatlan bájában rejlik.
- Tracy Morgan, mint Judi (eredetileg Blaster) (magyar hangja Hujber Ferenc): Az akcióéhes, hiperaktív fegyverszakértő a csapatban.
- Nicolas Cage, mint V-kond (eredetileg Speckles) (magyar hangja Scherer Péter): Csillagorrú vakond, a csapat számítástechnikai hírszerzője, de, mint kiderül, sokkal több is annál.
- Jon Favreau, mint Hurley (magyar hangja Csonka András): Az újonc a csapatban, az állatkereskedésből származó falánk tengerimalac.
- Dee Bradley Baker, mint Zümi (eredetileg Mooch) (magyar hangja Seszták Szabolcs): A megfigyeléssel és felderítéssel foglalkozó bögöly, aki a hátára erősített mikrokamerák segítségével közvetít.
- Steve Buscemi, mint Bucky (magyar hangja Minárovits Péter): A hirtelen haragú hörcsög az állatkereskedésből, aki görénynek van titulálva.
- Max Favreau, mint az Egerek (eredetileg The Mice) (magyar hangjuk Czető Ádám): Az állatkereskedésben a mindennel egyetértő egérkölykök.

## Fogadtatás
A film nagyrészt negatív kritikákat kapott, összesen 22%-kal teljesített a Rotten Tomatoes oldalán 116 felülvizsgálás és vélemény után. Hasonlóan a Metacritic oldalán, ahol csupán 41%-ot ért el a 100-ból, 19 vélemény után. Roger Ebert, a Chicago Times kritikusa tetszését nyilvánította ki a filmnek, és 3 csillaggal értékelte: "A G-Force egy kellemes, ártalmatlan, 3D-ben bemutatott film, egy csapat tengerimalac szuperkémről, akik harcba szállnak egy ördögi milliárdos ellen. Kellemes szórakozás minden korosztály számára." – nyilatkozta. A film már a nyitóhétvégén több, mint 31.7 millió dollárt keresett, amivel a 2009-es nyári filmek legnézettebbje lett, míg a Harry Potter és a Félvér Herceg meg nem haladta a bevételeit. A film összességében 292,810,686 millió dollárt keresett világszerte.